# Imrali
Imrali (turkiska: İmralı) är en fängelseö i Marmarasjön i nordvästra Turkiet.
På ön finns för närvarande ett fängelse med maximal säkerhet vars ende fånge är den kurdiske PKK-ledaren Abdullah Öcalan.  Sedan 2009 finns även ett antal andra fångar på ön.
Ön erövrades av det Osmanska riket, som fick kontroll över Marmarasjön och skar av bysanternas förbindelse med Bursa.
Fram till det Grek-turkiska kriget (1919-1922) fanns det tre grekiska byar på ön. Befolkningen odlades druvor, framställde vin och silke samt bedrev fiske. När ön blev turkisk 1923 genomförde Turkiet tvångsfördrivning av hela civilbefolkningen och ön låg öde fram till 1935, då ett halvöppet fängelse byggdes på ön. Fångarna tilläts tjäna pengar genom att arbeta inom jordbruk och fiske. När Abdullah Öcalan fångades 1999 sändes de övriga fångarna till andra fängelser och öns fängelse omklassificerades till högsta säkerhetsklassen. Det finns även en militärbas och området kring ön är en förbjuden zon.

## Fångar på öns fängelse
Tre politiker avrättades på ön 1961:
- Adnan Menderes, premiärminister
- Fatin Rüştü Zorlu, utrikesminister
- Hasan Polatkan, finansminister